# Baltic Cup 1974
Der Baltic Cup 1974 war die 28. Austragung des Turniers der Baltischen Länder. Das Turnier für Fußballnationalteams fand zwischen dem 18. und 19. Juli 1974 in Lettland statt, ausgetragen wurden die Spiele in Daugavpils. Die Lettische Fußballnationalmannschaft gewann ihren 14. Titel.

## Gesamtübersicht

### Halbfinale
|                             |   |                   |     |
| 18. Juli 1974 in Daugavpils |   |                   |     |
| Estnische SSR               | – | Litauische SSR    | 3:2 |
| 18. Juli 1974 in Daugavpils |   |                   |     |
| Lettische SSR               | – | Weißrussische SSR | 2:0 |

### Spiel um Platz 3
|                             |   |                   |     |
| 19. Juli 1974 in Daugavpils |   |                   |     |
| Litauische SSR              | – | Weißrussische SSR | 2:1 |

### Finale
|                             |   |               |     |
| 19. Juli 1974 in Daugavpils |   |               |     |
| Lettische SSR               | – | Estnische SSR | 3:1 |